# سيارات 2
سيارات 2 (بالإنجليزية: Cars 2) هو فيلم متحرك حاسوبياً أمريكي الذي صدر في 2011، ومن إنتاج شركة بيكسار، وهو أيضاً الفيلم التبع لفيلم سيارات الذي صدر في عام 2006. وفي هذا الفيلم شخصية السيارة السبق « برق بنزين » (Lightning McQueen؛ أداء صوت أوين ويلسون) وشخصية شاحنة القطر « ماطم » (Mater؛ أداء صوت لاري ذا كيبل جاي) يتوجهان إلى اليابان وأوروبا على للمنافسة في سباق الجائزة الكبرى العالمية (World Grand Prix)، ولكن ينحرف ماطم في مهمة تجسس عالمي. والفيلم من إخراج جون لاسيتر، وشارك في الإخراج براد لويس، وكتابة الفيلم هو من قلم بن كوين (Ben Queen)، ودنيز ريام (Denise Ream) هي منتجة الفيلم. سيارات 2 هو أيضاً أول فيلم من إخراج جون لاسيتر منذ فيلم سيارات الأصلي في عام 2006.
تم توزيع الفيلم من قبل شركة أفلام والت ديزني، وصدر الفيلم في الولايات المتحدة في 24 يونيو، 2011 وسيتم إصدار الفيلم في المملكة المتحدة في 22 يوليو، 2011. ويقدم الفيلم بثلاثي الأبعاد قبل نظامي ديزني ديجيتل 3 دي و‌آي ماس 3 دي، وكذلك يقدم بثنائي الأبعاد التقليدية ومع نظام آي ماس. قد أعلن عن الفيلم لأول مرة في عام 2008، جنباً إلى جنب مع أفلام فوق، وNewt، وأسطورة مريدا (المعروف سابقاً بعنوان The Bear and the Bow « الدب والقوس »)، ويعتبر فيلم سيارات 2 الفيلم المتحرك الثاني عشر من إنتاج إستوديوهات بيكسار. قد افتتح هذا الفيلم إلى ردود فعل متباينة/متوسطة من النقاد، ويعتبر الفيلم من أفضل
الأفلام المستقبلة لبيكسار حتى الآن.

## أداء الأصوات
| اسم الشخصية       | اسم الشخصية بالإنجليزيّة | مؤدي الصوت الأصليّ (بالإنجليزيّة) | مؤدي الصوت باللهجة المصرية | مؤدي(ة) الصوت بالنسخة الفصحى (ديزني بلس) |
| ----------------- | ----------------------- | ------------------------------- | -------------------------- | ---------------------------------------- |
| برق بنزين         | Lightning McQueen       | أوين ويلسون                     | رمزي لينر                  | عمر أشرف                                 |
| ماطم              | Mater                   | لاري ذا كيبل جاي                | جلال الهجرسي               | جلال الهجرسي                             |
| جن مصوّر           | Finn McMissile          | مايكل كين                       | حلمي فودة                  | طارق عبيد                                |
| هوللي دركسيون     | Holley Shiftwell        | إيميلي مورتيمير                 | أماني البحطيطي             |                                          |
| جاز               | Mack                    | جون راتزنبرجر                   | جلال الهجرسي               |                                          |
| سالي              |                         |                                 | منال سلامة                 | سالي قنديل                               |
| فرانشيسكو برنوللي | Francesco Bernoulli     | جون تورتورو                     | جهاد أبو العنين            | جهاد أبو العينين                         |
| سير أميال جيربوكس | Sir Miles Axlerod       | إدي إيزارد                      | محمود عامر                 |                                          |

### النسخة العربية الفصحى
- إبراهيم ماضي - فين
- روزي اليازجي - هولي[15]
- عماد فغالي - مكوين
- جورج دياب- فرنشسكو برنولي
- ريمون فرنسيس - مايلز
- فادي الرفاعي - المعلم زنداب، نيغل
- سمير معلوف - مايتر
- عفيف شيا - كرابي، ميل دورادو، العم توبولينو، ماك
- ريتشارد ياني - تورك، لويس هاملتون، ميغل، كلوتشونيسكي، الأمير
- سعد حمدان - ليلاند توربو، لويجي، رئيس فريق تودروكي
- روميو الورشا - غريم، رامون
- جورج أبو سلبي - ديفيد هوبسكب، سارج، غويدو، فلاديمير
- جورج طويل - شو تودوروكي، سيدلي، إيسر، هنشر، جيف غورفات، رئيس فريق غورفات
- رنا الرفاعي - فلو
- ناجي شامل - فيلمور، ستيفينسون
- سيلينا شويري - ماما توبولينو
- شربل أيوب - حارس الملكة 4
- إيمان بيطار - ليزي
- رالين داغر - ميا
- فؤاد شمص - منادي القصر

## الموسيقى التصويرية
كل الألحان من تأليف مايكل جاكينو, except as noted.
| #   | عنوان                                       | تأليف             | الفنان                      | المدة |
| --- | ------------------------------------------- | ----------------- | --------------------------- | ----- |
| 1.  | "يو مايت ثينك" (Cover of الكارز)            | Ric Ocasek        | ويزر                        | 3:07  |
| 2.  | "Collision of Worlds"                       | Paisley, Williams | براد بيزلي and روبي ويليامز | 3:36  |
| 3.  | "Mon Cœur Fait Vroum (My Heart Goes Vroom)" | Michael Giacchino | Bénabar                     | 2:49  |
| 4.  | "Nobody's Fool"                             | Paisley           | براد بيزلي                  | 4:17  |
| 5.  | "Polyrhythm"                                | ياسوتاكا ناكاتا   | Perfume                     | 4:09  |
| 6.  | "Turbo Transmission"                        |                   |                             | 0:52  |
| 7.  | "It's Finn McMissile!"                      |                   |                             | 5:54  |
| 8.  | "Mater the Waiter"                          |                   |                             | 0:43  |
| 9.  | "Radiator Reunion"                          |                   |                             | 1:40  |
| 10. | "Cranking Up the Heat"                      |                   |                             | 1:59  |
| 11. | "Towkyo Takeout"                            |                   |                             | 5:40  |
| 12. | "Tarmac the Magnificent"                    |                   |                             | 3:27  |
| 13. | "Whose Engine Is This?"                     |                   |                             | 1:22  |
| 14. | "History's Biggest Loser Cars"              |                   |                             | 2:26  |
| 15. | "Mater of Disguise"                         |                   |                             | 0:48  |
| 16. | "Porto Corsa"                               |                   |                             | 2:55  |
| 17. | "The Lemon Pledge"                          |                   |                             | 2:13  |
| 18. | "Mater's Getaway"                           |                   |                             | 0:59  |
| 19. | "Mater Warns McQueen"                       |                   |                             | 1:31  |
| 20. | "Going to the Backup Plan"                  |                   |                             | 2:24  |
| 21. | "مايترس ذا بومب"                            |                   |                             | 3:17  |
| 22. | "Blunder and Lightning"                     |                   |                             | 2:17  |
| 23. | "ذا أوذر شوت"                               |                   |                             | 1:03  |
| 24. | "Axlerod Exposed"                           |                   |                             | 2:22  |
| 25. | Untitled                                    |                   |                             | 1:30  |
| 26. | "ذا تربومايتر"                              |                   |                             | 0:50  |

## وصلات خارجية
- الموقع الرسمي
- الموقع الرسمي في الشرق الأوسط (بالإنجليزية)
- سيارات 2 على موقع IMDb (الإنجليزية)
- سيارات 2 على موقع ميتاكريتيك (الإنجليزية)
- سيارات 2 على موقع روتن توميتوز (الإنجليزية)
- سيارات 2 على موقع نتفليكس (الإنجليزية)
- سيارات 2 على موقع ألو سيني (الفرنسية)
- سيارات 2 على موقع Turner Classic Movies (الإنجليزية)
- سيارات 2 على موقع أول موفي (الإنجليزية)
- سيارات 2 على موقع بوكس أوفيس موجو (الإنجليزية)
- سيارات 2 على موقع فيلمافينيتي (الإسبانية)
- سيارات 2 على موقع قاعدة بيانات الأفلام السويدية (السويدية)